# Elisabetta di Kleve (1420)
Elisabetta di Kleve (Kleve, 1º ottobre 1420 – marzo 1488) fu una principessa di Kleve e contesa di Schwarzburg-Blankenburg.

## Biografia
Era figlia del duca Adolfo I di Kleve e di Maria di Borgogna.
Venne data in moglie al conte Enrico XXVI di Schwarzburg-Blankenburg, che sposò a il 15 luglio 1434.
Diede al marito undici figli:
- Günther XXXVI (8 luglio 1439-Rudolstadt, 30 dicembre 1503);
- Enrico XXVII (13 novembre 1440-14 dicembre 1496), arcivescovo di Brema;
- Caterina (2 febbraio 1442-9 novembre 1484), sposò Busso VII di Mansfeld e Sigmondo I di Gleichen-Tonna;
- Günther XXXVII (8 giugno 1443);
- Enrico XXVIII (8 gennaio 1447-Brema, 1481), canonico a Colonia e Magonza;
- Günther XXXVIII (Rudolstadt, 1450-Brema, 29 novembre 1484), sposò Caterina di Querfurt e Anna di Gleichen;
- Enrico XXIX (10 agosto 1452-31 marzo 1499), canonico a Hildesheim;
- Günther XXXIX (30 maggio 1455-Arnstadt, 8 agosto 1521), sposò Amalia di Mansfeld;
- Heinrich XXX (31 dicembre 1456-Arnstadt, 12 giugno 1522), Canonico a Strasburgo e Jechasburg;
- Maria (16 giugno 1458);
- Maria (4 novembre 1459-dicembre 1459).

## Ascendenza
|                       |                        |                              | Genitori                   |  |  | Nonni |  |  | Bisnonni          |  |  | Trisnonni                 |  |
|                       |                        |                              |                            |  |  |       |  |  | Adolfo II di Mark |  |  | Engelberto II de la Marca |  |
|                       |                        |                              |                            |  |  |       |  |  | Adolfo II di Mark |  |  | Engelberto II de la Marca |  |
|                       |                        | Matilde d'Arenberg           |                            |  |  |       |  |  | Adolfo II di Mark |  |  |                           |  |
| Adolfo III di Mark    |                        |                              |                            |  |  |       |  |  | Adolfo II di Mark |  |  |                           |  |
|                       |                        | Margherita di Kleve          | Teodorico VII di Kleve     |  |  |       |  |  |                   |  |  |                           |  |
|                       |                        | Margherita di Kleve          | Teodorico VII di Kleve     |  |  |       |  |  |                   |  |  |                           |  |
|                       |                        | Margherita di Kleve          | Margherita di Gheldria     |  |  |       |  |  |                   |  |  |                           |  |
| Adolfo I di Kleve     |                        | Margherita di Kleve          |                            |  |  |       |  |  |                   |  |  |                           |  |
|                       |                        | Gerardo di Berg              | Guglielmo I di Jülich      |  |  |       |  |  |                   |  |  |                           |  |
|                       |                        | Gerardo di Berg              | Guglielmo I di Jülich      |  |  |       |  |  |                   |  |  |                           |  |
|                       |                        | Gerardo di Berg              | Giovanna di Hainaut        |  |  |       |  |  |                   |  |  |                           |  |
| Margherita di Berg    |                        | Gerardo di Berg              |                            |  |  |       |  |  |                   |  |  |                           |  |
|                       |                        | Margherita di Ravensberg     | Ottone IV di Ravensberg    |  |  |       |  |  |                   |  |  |                           |  |
|                       |                        | Margherita di Ravensberg     | Ottone IV di Ravensberg    |  |  |       |  |  |                   |  |  |                           |  |
|                       |                        | Margherita di Ravensberg     | Margherita di Berg-Windeck |  |  |       |  |  |                   |  |  |                           |  |
| Elisabetta di Kleve   |                        | Margherita di Ravensberg     |                            |  |  |       |  |  |                   |  |  |                           |  |
|                       | Filippo II di Borgogna | Giovanni II di Francia       |                            |  |  |       |  |  |                   |  |  |                           |  |
|                       | Filippo II di Borgogna | Giovanni II di Francia       |                            |  |  |       |  |  |                   |  |  |                           |  |
|                       | Filippo II di Borgogna | Bona di Lussemburgo          |                            |  |  |       |  |  |                   |  |  |                           |  |
| Giovanni di Borgogna  | Filippo II di Borgogna |                              |                            |  |  |       |  |  |                   |  |  |                           |  |
|                       |                        | Margherita III delle Fiandre | Luigi II di Fiandra        |  |  |       |  |  |                   |  |  |                           |  |
|                       |                        | Margherita III delle Fiandre | Luigi II di Fiandra        |  |  |       |  |  |                   |  |  |                           |  |
|                       |                        | Margherita III delle Fiandre | Margherita di Brabante     |  |  |       |  |  |                   |  |  |                           |  |
| Maria di Borgogna     |                        | Margherita III delle Fiandre |                            |  |  |       |  |  |                   |  |  |                           |  |
|                       |                        | Alberto I di Baviera         | Ludovico il Bavaro         |  |  |       |  |  |                   |  |  |                           |  |
|                       |                        | Alberto I di Baviera         | Ludovico il Bavaro         |  |  |       |  |  |                   |  |  |                           |  |
|                       |                        | Alberto I di Baviera         | Margherita II di Hainaut   |  |  |       |  |  |                   |  |  |                           |  |
| Margherita di Baviera |                        | Alberto I di Baviera         |                            |  |  |       |  |  |                   |  |  |                           |  |
|                       |                        | Margherita di Brieg          | Ludovico I il Giusto       |  |  |       |  |  |                   |  |  |                           |  |
|                       |                        | Margherita di Brieg          | Ludovico I il Giusto       |  |  |       |  |  |                   |  |  |                           |  |
|                       |                        | Margherita di Brieg          | Agnese di Sagan            |  |  |       |  |  |                   |  |  |                           |  |
|                       |                        | Margherita di Brieg          |                            |  |  |       |  |  |                   |  |  |                           |  |